# فاتيما جالفيز
فاتيما جالفيز (بالإسبانية: Fátima Gálvez)‏ هي لاعبة رماية إسبانية، ولدت في 19 يناير 1987 في بيانة في إسبانيا.

## وصلات خارجية
- فاتيما جالفيز على موقع الاتحاد الدولي (الإنجليزية)
- فاتيما جالفيز على موقع اللجنة الأولمبية الدولية (الإنجليزية)
- فاتيما جالفيز على موقع أوليمبيديا (الإنجليزية)
- فاتيما جالفيز على موقع اللجنة الأولمبية الإسبانية (الإسبانية)